# Ceca Svedok special (revija)
Ceca Svedok special je bila posebna izdaja beograjskega tednika Svedok, ki je bila objavljena 1. junija leta 2002 s strani medijske hiše Melon.
Revija je bila v celoti posvečena življenju in karieri srbske pevke narodno-zabavne glasbe, Svetlane Ražnatović - Cece ter napovedi njenega koncerta na beograjskem stadionu Marakana. 
To je obenem tudi prva revija posvečena Ceci.

## Vsebina
Revija ima 52 strani in vsebuje naslednja poglavja:
| Stran   | Poglavje          | Naziv poglavja                           |
| ------- | ----------------- | ---------------------------------------- |
| 3 - 5   | Cecin intervju    | (Jaz sem nesrečna princeska)             |
| 6 - 13  | Cecina biografija | (To je moja izpovedi)                    |
| 14      | Znani o Ceci      | (Ali bo Ceca napolnila Marakano?)        |
| 15 - 18 | Turneja           | Ceca v Žitorađi in na Dunaju             |
| 20 - 24 | Cecina biografija | Drugi del                                |
| 25 - 29 | Foto-album        | Cecina poroka                            |
| 32 - 36 | Ceca v medijih    | Od deklice do Koštane                    |
| 38 - 42 | Cecin intervju    | (Boljša sem pevka s priimkom Ražnatović) |
| 44 - 48 | Cecina biografija | Tretji del                               |

## Ostale informacije
- V tej posebni izdaji beograjskega tednika Svedok so bile prvič objavljene tudi fotografije iz pevkinih osebnih foto-albumov.
- Revija je bila v prodaji tudi v Sloveniji.

## Naklada
Prva naklada revije je štela 100.000 izvodov.